# Jacques de Wit
Jacques de Wit (Valkenswaard, 2 september 1932 – aldaar, 15 februari 2023) was een Nederlandse voetballer en voetbalcoach. Hij speelde in zijn carrière twee seizoenen voor PSV. Later was hij als trainer vooral actief in België.

## Carrière

### Speler
Jacques de Wit begon zijn voetbalcarrière bij De Valk. Met de club uit Valkenswaard maakte hij in 1955 de overgang naar het profvoetbal mee. Hij speelde als aanvaller of als aanvallend ingestelde middenvelder. Hij vertrok in 1956 naar PSV waar op dat ogenblik de Joegoslavische trainer Ljubich Brocic aan de slag was. De Wit mocht de concurrentie aangaan met goaltjesdieven als Piet Fransen en Coen Dillen. De Wit vond in zijn eerste jaar slechts twee keer de weg naar het net, hetgeen weinig was in vergelijking met de 43 doelpunten van Dillen dat seizoen. 
De Engelsman George Hardwick nam in 1957 het roer over van Brocic. Onder zijn leiding kwam De Wit nog amper van de bank. Op het einde van het seizoen verliet de toen 25-jarige aanvaller de Eindhovense club en hij keerde terug naar De Valk. Zijn afscheid als actief voetballer viel in 1961 samen met de terugkeer van De Valk naar het amateurvoetbal.

### Trainer
Hij begon als trainer in 1961 bij amateurclub SV Blerick. In zijn debuutjaar werd Blerick direct kampioen en promoveerde naar de Eerste klasse. In 1963 haalde FC Eindhoven hem binnen als opvolger van Jan Bijl. De club bleef onder zijn gezag een middenmoter en kwam nooit in aanmerking voor promotie naar de hoogste voetbalafdeling. In 1966 werd De Wit aan de deur gezet. Nadien ging hij aan de slag bij reeksgenoten D.F.C. en Helmond Sport. 
In 1971 werd De Wit de assistent van landgenoot Leo Canjels, die toen de nieuwe coach werd van het Belgische Club Brugge. In het zog van Canjels en De Wit trokken heel wat Nederlandse spelers naar blauw-zwart. Nico Rijnders kwam van Ajax, Wietse Veenstra van PSV en Johny Nieuwenburg van ADO Den Haag. Een jaar later volgde ook Ruud Geels. In 1973 werd Club Brugge voor de eerste keer na de Tweede Wereldoorlog landskampioen.
Bij aanvang van het volgende seizoen uitte Canjels kritiek op het bestuur. Hij werd ontslagen en De Wit werd zijn vervanger. Maar de goede resultaten bleven uit en in januari 1974 werd ook hij aan de deur gezet. Club Brugge stelde Ernst Happel aan als zijn opvolger.
Vervolgens trok De Wit naar toen regerend landskampioen RSC Anderlecht. Daar werd hij de assistent van Urbain Braems. Onder hun leiding veroverde Anderlecht in 1975 de Beker van België. Het volgende seizoen werd de eigenzinnige Nederlander Hans Croon de nieuwe coach van paars-wit. De Wit bleef hulptrainer, maar verhuisde in de loop van het seizoen naar AS Oostende.
Eerst was hij er actief als de assistent van Norberto Höfling, maar in januari 1976 werd hij zelf de nieuwe hoofdcoach van Oostende. Hij loodste de club naar een twaalfde plaats in het eindklassement. Een jaar later kon hij echter niet ontkomen aan de degradatie. Oostende werd samen met KV Mechelen gedeeld laatste. De Wit zakte mee naar Tweede Klasse, maar toen ook daar de resultaten tegenvielen, werd De Wit bedankt voor bewezen diensten.
In 1979 keerde De Wit voor de eerste keer terug naar FC Eindhoven. Hij werd de opvolger van de erg geliefde trainer Rinus Gosens. De club was onder Gosens vijfde geworden in de Eerste Divisie, maar toen De Wit overnam, vertrok plots aanvaller Cees Schapendonk. Een serieuze aderlating die Eindhoven heel wat plaatsen in het klassement kostte. De club wilde terug naar de Eredivisie, maar slaagde daar niet in. Uiteindelijk bleef De Wit nog tot 1982 actief bij FC Eindhoven.
Het was niet zijn laatste verblijf bij Eindhoven, want in 1989 deed de club opnieuw een beroep op hem. De Wit leidde het elftal naar de vijfde plaats in de Eerste Divisie. In de loop van het tweede seizoen kocht Eindhoven aanvaller Erik Meijer weg bij Antwerp FC. Eddy Wauters, voorzitter van de oudste Belgische club, raakte gecharmeerd door De Wit en bood hem een functie aan als technisch directeur. Toen vervolgens trainer Dimitri Davidović bij Antwerp werd ontslagen, nam De Wit tijdelijk de leiding over de spelersgroep over. Hij kreeg toen de hulp van Danny Koekelcoren. Nadien werd Walter Meeuws de nieuwe trainer en nam De Wit zijn vorige functie terug op.
Nadien trainde De Wit nog verschillende clubs uit de lagere divisies van Nederland.
Als laatste wapenfeit van een imposante carrière trainde De Wit nog de A-junioren van VV Eijsden, te Eijsden. Dit was absoluut niet onverdienstelijk te noemen. Het kampioenschap van seizoen 2007/2008 in de eerste klasse werd behaald en het jaar erna nog een goede klassering in de Hoofdklasse. De Wit maakte furore met zijn bekende uitspraken als 'Bij rood!' en introduceerde de term 'voeten of hoeken!'.

## Overlijden
Jacques de Wit overleed in 2023 op 90-jarige leeftijd.

## Carrièrestatistieken
| Seizoen         | Club            | Land            | Competitie       | Competitie | Competitie | Beker | Beker | Internationaal | Internationaal | Overig | Overig | Totaal | Totaal |
| Seizoen         | Club            | Land            | Competitie       | Wed.       | Dlp.       | Wed.  | Dlp.  | Wed.           | Dlp.           | Wed.   | Dlp.   | Wed.   | Dlp.   |
| --------------- | --------------- | --------------- | ---------------- | ---------- | ---------- | ----- | ----- | -------------- | -------------- | ------ | ------ | ------ | ------ |
| 1955/56         | De Valk         | Nederland       | Eerste klasse A  | –          | 9          | –     | –     | 0              | 0              | 0      | 0      | –      | 9      |
| 1956/57         | PSV             | Nederland       | Eredivisie       | 20         | 2          | –     | 0     | 0              | 0              | 0      | 0      | 20     | 2      |
| 1957/58         | PSV             | Nederland       | Eredivisie       | 6          | 1          | –     | 0     | 0              | 0              | 0      | 0      | 6      | 1      |
| 1958/59         | De Valk         | Nederland       | Tweede divisie A | –          | 14         | –     | 1     | 0              | 0              | 0      | 0      | –      | 15     |
| 1959/60         | De Valk         | Nederland       | Tweede divisie A | –          | 6          | –     | 0     | 0              | 0              | 0      | 0      | –      | 6      |
| 1960/61         | De Valk         | Nederland       | Tweede divisie   | –          | 14         | –     | 0     | 0              | 0              | 0      | 0      | –      | 14     |
| Carrière totaal | Carrière totaal | Carrière totaal | Carrière totaal  | –          | 46         | –     | 1     | 0              | 0              | 0      | 0      | –      | 47     |